# Municipio de Wood (Pensilvania)
El municipio de Wood (en inglés: Wood Township) es un municipio ubicado en el condado de Huntingdon en el estado estadounidense de Pensilvania. En el año 2000 tenía una población de 713 habitantes y una densidad poblacional de 16.8 personas por km².

## Geografía
El municipio de Wood se encuentra ubicado en las coordenadas 40°10′30″N 78°07′44″O / 40.17500, -78.12889.

## Demografía
Según la Oficina del Censo en 2000 los ingresos medios por hogar en la localidad eran de $29,167 y los ingresos medios por familia eran de $38,438. Los hombres tenían unos ingresos medios de $28,654 frente a los $20,375 para las mujeres. La renta per cápita de la localidad era de $13,512. Alrededor del 14,6% de la población estaba por debajo del umbral de pobreza.